# Marcel Lică
Marcel Lică (Konstanca, 1957. június 25. –) válogatott román labdarúgó, hátvéd, nemzetközi labdarúgó-játékvezető.

## Pályafutása

### Labdarúgóként
Az Olt Scornicești, majd a Sportul Studențesc București labdarúgója volt. 1980-ban két alkalommal szerepelt a tomán válogatottban.

### Játékvezetőként

#### Nemzeti játékvezetés
1992-ben lett az I. Liga játékvezetője. Az aktív nemzeti játékvezetéstől 2002-ben vonult vissza.

##### Nemzeti kupamérkőzések
Vezetett kupadöntők száma: 1.

###### Román kupa
| Időpont        | Helyszín                  | Mérkőzés típusa | Mérkőzés                                    | Eredmény | Nézők száma |
| -------------- | ------------------------- | --------------- | ------------------------------------------- | -------- | ----------- |
| 1998. május 6. | Nemzeti Stadion, Bukarest | döntő           | FC Rapid București–FC Universitatea Craiova | 1 : 0    | 65 000      |

#### Nemzetközi játékvezetés
A Román labdarúgó-szövetség Játékvezető Bizottsága (JB) terjesztette fel nemzetközi játékvezetőnek, a Nemzetközi Labdarúgó-szövetség (FIFA) 1996-tól tartotta nyilván bírói keretében. Több nemzetek közötti válogatott és klubmérkőzést vezetett. A román nemzetközi játékvezetők rangsorában, a világbajnokság-Európa-bajnokság sorrendjében többedmagával a 6. helyet foglalja el 4 találkozó szolgálatával. Az aktív nemzetközi játékvezetéstől 2000-ben búcsúzott. Válogatott mérkőzéseinek száma: 8.

##### Világbajnokság
A világbajnoki döntőhöz vezető úton Franciaországba a XVI., az 1998-as labdarúgó-világbajnokságra a FIFA JB bíróként alkalmazta.

###### Selejtező mérkőzés
| Időpont             | Helyszín                | Mérkőzés típusa           | Mérkőzés                | Eredmény | Nézők száma |
| ------------------- | ----------------------- | ------------------------- | ----------------------- | -------- | ----------- |
| 1997. augusztus 20. | Bonfim Stadion, Setúbal | előselejtező (9. csoport) | Portugália–Örményország | 3 : 1    | 16 000      |

##### Európa-bajnokság
Az európai-labdarúgó torna döntőjéhez vezető úton Belgiumba és Hollandiába a XI., a 2000-es labdarúgó-Európa-bajnokságra az UEFA JB játékvezetőként foglalkoztatta.

###### Selejtező mérkőzés
| Időpont           | Helyszín                   | Mérkőzés típusa           | Mérkőzés                   | Eredmény | Nézők száma |
| ----------------- | -------------------------- | ------------------------- | -------------------------- | -------- | ----------- |
| 1998. október 14. | Olimpiai Stadion, Kijev    | előselejtező (4. csoport) | Ukrajna–Örményország       | 2 : 0    | 14 850      |
| 1999. március 28. | Nemzeti Stadion, Ramat-Gan | előselejtező (6. csoport) | Izrael–Ciprus              | 3 : 0    | 35 000      |
| 1999. október 9.  | Sparta Stadion, Prága      | előselejtező (9. csoport) | Csehország–Feröer-szigetek | 2 : 0    | 21 362      |

## Sportvezetőként
Aktív pályafutását befejezve a Román Labdarúgó-szövetség JB elnöke lett, 2004-ben a szövetség leváltotta. 2009-ben korrupciós vádakkal bírósági eljárást indítottak több részvevő ellen.

## Magyar vonatkozás
| Időpont         | Helyszín                    | Mérkőzés típusa     | Mérkőzés              | Eredmény | Nézők száma |
| --------------- | --------------------------- | ------------------- | --------------------- | -------- | ----------- |
| 1998. május 27. | Sóstói Stadion, Nyíregyháza | válogatott mérkőzés | Magyarország–Litvánia | 1 : 0    | 17 000      |

## Statisztika

### Mérkőzései a román válogatottban
| Románia | Románia         | Románia                    | Románia       | Románia  | Románia  | Románia    | Románia | Románia |
| #       | Dátum           | Helyszín                   | Hazai         | Eredmény | Vendég   | Kiírás     | Gólok   | Esemény |
| ------- | --------------- | -------------------------- | ------------- | -------- | -------- | ---------- | ------- | ------- |
| 1.      | 1980. május 18. | Brno, Stadion Za Lužánkami | Csehszlovákia | 2 – 1    | Románia  | barátságos | -       |         |
| 2.      | 1980. június 6. | Brüsszel, Heysel Stadion   | Belgium       | 2 – 1    | Románia  | barátságos | -       |         |
|         | Összesen        |                            |               | 2        | mérkőzés |            | 0       | gól     |